# James Allan
James Allan (East Taieri, 11 settembre 1860 – Hawera, 2 settembre 1934) è stato un rugbista a 15 neozelandese, internazionale numero 1 degli All Blacks.

## Biografia
Nativo di East Taieri, villaggio oggi facente parte del circondario di Dunedin, e proveniente dalla Otago Old Boys' High School, Allan entrò nella provincia di Otago nel 1881, rappresentandola per cinque anni fino al 1886, quando si ritirò dall'attività agonistica per dedicarsi all'agricoltura.
Il 22 maggio 1884 prese parte alla prima esibizione ufficiale della rappresentativa nazionale della Nuova Zelanda che affrontò una selezione di Wellington; benché non ufficiale a livello internazionale, Allan è accreditato come All Black numero 1 in quanto primo della lista in ordine alfabetico.
Allan disputò altre sette partite nei successivi due mesi, marcando anche tre mete, ma nessun incontro di essi è registrato come test match.
Trasferitosi a Palmerston North, ebbe un figlio caduto nella prima guerra mondiale durante la battaglia di Gallipoli (1915).